# SUMIN
SUMIN은 대한민국의 싱어송라이터이자 음악 프로듀서이다. 1991년 서울생. 호원대학 실음과 보컬 전공. 2018년에 발표한 자체제작 정규앨범 <your home> 가 2019년 한국대중음악상 최우수 알앤비 소울 노래상, 2019년 한국힙합어워즈 최수 알앤비 소울 음반상을 수상하였고 웹진 웨이브가 선정한 2018년도 최우수음반(장르 불문)으로 선정되었다. 또한 웹진 리드머에서는 2018년도 알앤비소울부문 음반 1위에 선정되기도 하였다. 노래는 물론 작사, 작곡, 편곡, 연주등을 도맡아 하고 수년동안 방탄소년단, 레드벨벳, 보아, 프라이머리, 숀, 도끼, 로꼬등 다수의 가수들과 협업을 이어가며 전방위로 활동영역을 넓히고 있어 평단의 큰 주목을 받고 있다.

## 앨범 목록

### 정규
- your home (2018년)

### EP
- Beat, And Go To Sleep (2016년)
- Sparkling (2017년)
- OO DA DA (2019년)
- XX, (2020년)

### 싱글
- 뜨거워질거야 (2015년)
- U & Me (2016년)
- Mirrorball (2017년)
- 설탕분수 (2018년)

### 사운드트랙
- 싸우자 귀신아 OST Part.6 (2016년)
- 껴안자 (2022년)

## 방송 출연
- 보이스 코리아 2 (2013년)
- 놀면 뭐하니 (2019년)